# 太田信宏
太田 信宏（おおた のぶひろ、1969年12月 - ）は、日本の歴史学者。専門は南インド史。
東京外国語大学アジア・アフリカ言語文化研究所教授。博士（文学）。

## 略歴
- 1992年3月 - 東京大学文学部東洋史学科卒業
- 1995年3月 - 東京大学大学院人文社会系研究科アジア文化研究専修修士課程修了
- 2001年3月 - 東京大学大学院人文社会系研究科アジア文化研究専修博士課程修了
- 2001年4月 - 東京大学東洋文化研究所 非常勤講師
- 2002年4月 - 東京外国語大学アジア・アフリカ言語文化研究所 助手
- 2007年4月 - 同 准教授
- 2021年4月 - 同 教授

## 研究業績
- カルナータカ宮廷文学の歴史――文学記述の言語とその時代的変遷――, 南アジア言語文化 第4号 pp.29-57, 南アジア言語文化研究会・東京外国語大学南・西アジア課程研究室 2006
- トゥルヴァ朝ヴィジャヤナガラ王国政治体制の研究　東洋文化研究所紀要（142）　 109-149 2003

| スタブアイコン | サブスタブ | この項目は、まだ閲覧者の調べものの参照としては役立たない、人物に関連した書きかけの項目です。この項目を加筆・訂正などしてくださる協力者を求めています（P:人物伝/PJ:人物伝）。 |